# دين وودز
دين وودز (بالإنجليزية: Dean Woods) مواليد 22 يونيو 1966 في أستراليا، هو متسابق أسترالي. شارك في دورة الألعاب الأولمبية الصيفية وفاز بميدالية أولمبية.

## الميداليات
| الميدالية | المسابقة                       |
| --------- | ------------------------------ |
| ذهبية     | الألعاب الأولمبية الصيفية 1984 |
| فضية      | الألعاب الأولمبية الصيفية 1988 |
| برونزية   | الألعاب الأولمبية الصيفية 1996 |

### سباقات أو مراحل فاز بها
| التاريخ       | السباق                                                                           | المركز                  |
| ------------- | -------------------------------------------------------------------------------- | ----------------------- |
| 01 يناير 1984 | سباق الدراجات الهوائية في الألعاب الأولمبية الصيفية 1984 - سباق المطاردة الفرقية | الفائز في التصنيف العام |
| 01 يناير 1988 | ركوب الدراجات في الألعاب الأولمبية الصيفية 1988 – فريق رجال مطاردة               | المركز الثالث           |
| 01 يناير 1988 | ركوب الدراجات في الألعاب الأولمبية الصيفية 1988 – رجال فردي مطاردة               | المركز الثاني           |
| 12 مارس 1989  | ثلاثة أيام فلاندرز الغربية 1989                                                  | المركز الثاني           |
| 30 أغسطس 1989 | 1989 Stadsprijs Geraardsbergen                                                   | المركز الثاني           |
| 01 يناير 1996 | ركوب الدراجات في الألعاب الأولمبية الصيفية 1996 – فريق رجال مطاردة               | المركز الثالث           |

## روابط خارجية
- دين وودز على موقع أرشيف الدراجات (الإنجليزية)
- دين وودز على موقع إحصائيات الدراجات الإحترافية (الإنجليزية)
- دين وودز على موقع أوليمبيديا (الإنجليزية)
- دين وودز على موقع اللجنة الأولمبية الأسترالية (الإنجليزية)
- دين وودز على موقع قاعة أستراليا للمشاهير الرياضية (الإنجليزية)